# Códice Maya de México
El Códice Maya de México (también llamado Códice Grolier) es uno de los cuatro códices mayas prehispánicos que aún se conservan y que se cree fue encontrado en una cueva en Chiapas, México. Está datado en el periodo posclásico temprano de la civilización maya entre el 1021 y el 1152 después de cristo siendo el más antiguo de los cuatro códices mayas existentes y también el libro existente más antiguo escrito en América. Como en los casos en que no hay presencia de arqueólogos profesionales, se puso en duda su autenticidad, ya que durante un largo periodo hicieron falta pruebas sobre su edad y lugar de origen.
Un grupo de saqueadores llevaron por avión a Josué Sáenz, un conocido coleccionista mexicano, a un lugar oculto de la selva de Chiapas, donde le vendieron en 1964 seis piezas mayas, entre ellas una máscara de madera, un cuchillo de sacrificios con un mango en forma de puño cerrado y un códice. Posteriormente, el coleccionista se llevó fuera del país este códice, el cual fue recuperado por investigadores mexicanos en 1971, luego de haber sido comprado en 1967 junto a otras piezas mayas, incluyendo una caja pequeña de madera.
El nombre, Grolier, le fue atribuido porque fue expuesto por primera vez en el Club Grolier de Nueva York.
El códice se encuentra en la Biblioteca Nacional de Antropología e Historia, bajo la supervisión del Instituto Nacional de Antropología e Historia (INAH), autoridad que no sólo ha validado su autenticidad, sino que ha modificado la denominación oficial del códice a Códice maya de México.

## Debate sobre su autenticidad
Tras su localización, se generaron dudas sobre la autenticidad del Códice Grolier, lo que en parte se debió a la falta de información e investigación sobre su datación y origen. 
En contra se hicieron afirmaciones como que “el texto glífico retoma los datos del calendario venusiano del Códice de Dresde sin acompañarlos por predicciones, lo que no tiene sentido en Mesoamérica: además las inverosimilitudes y contradicciones de la iconografía me han convencido que este manuscrito es de fabricación moderna”.
Al realizarse los primeros estudios, se analizó por medio de isótopos un trozo de corteza adherido a una página, dando como resultado una datación del año 1230 d. C., con lo cual los expertos pusieron en duda no la autenticidad del material en que está pintado, que consideran efectivamente prehispánico, sino la información pintada sobre este.
A favor de la autenticidad, otros creyeron que había sido pintado efectivamente hacia el siglo XIII, aunque sorprendía el estado de conservación de las pinturas, afirmando algunos arqueólogos que esto se debía a la cueva en la que se encontró, posiblemente ubicada en Chiapas, pero sin certeza.
Stephen Houston, codirector del Programa de Culturas Antiguas de la Universidad de Brown; junto con Michael Coe, profesor emérito de arqueología y antropología de la Universidad de Yale (y líder del equipo de investigación del Códice Grolier); María Miller, también de la Universidad de Yale, y Karl Taube, de la Universidad de California-Riverside, publicaron en la revista Maya Archeology los resultados de una investigación, en colaboración de expertos de las universidades de Harvard, que demostraron la autenticidad del Códice Grolier, fechándolo como un texto maya elaborado en el siglo XIII, con lo cual es el códice existente más antiguo de Mesoamérica. El estudio analizó la naturaleza de su estilo, la iconografía, el significado de sus tablas, los datos científicos (incluidos la datación mediante carbono catorce) y la artesanía con que se elaboró el códice. Asimismo, analizaron las críticas formuladas durante 45 años, especialmente de cómo difiere de los otros tres códices mayas prehispánicos.
Para Stephen Houston, la idea de que fuese una falsificación es casi imposible porque el códice tiene ilustraciones que un falsificador no podría haber imaginado, porque contiene dioses que no fueron descubiertos antes de 1964; porque la técnica para crear el azul maya solo se recreó de nuevo en un laboratorio en la década de 1980; y porque debió de ser un experto en conocimientos mayas que se tienen solo desde años más recientes.
Fue en agosto de 2018 que investigadores del INAH, de la Universidad Nacional Autónoma de México (UNAM) y de la Universidad de Colorado en Boulder ratificaron la autenticidad del códice, reafirmando su datación en el periodo de entre 1024 al 1154 d. C., es decir el Posclásico Temprano. A partir de entonces (agosto de 2018) al Códice Grolier se le denominó oficialmente Códice Maya de México.

## Forma y procedencia
El Códice Grolier sigue el patrón de los otros tres códices conservados (Códice de Madrid, Códice de Dresde y Códice de París). En cuanto a su presentación, también está doblado en forma de biombo, aunque pintado solo en el anverso. Tiene una capa de estuco sobre algún tipo de corteza vegetal.
El códice se encuentra incompleto, ya que se cree que originalmente tendría unas 20 hojas, de las cuales solamente se conservan 11 trozos, aunque todo parece indicar que en realidad son 10, ya que la página 11 es un fragmento perteneciente a la página 10. La mayoría de las partes inferiores de las páginas están deterioradas, afectando la pigmentación, algunas páginas muestran desteñimiento, pero esto no ha impedido notar que los colores principales utilizados en el documento son el rojo y el rojo ocre, y en menor cantidad negro, marrón y verde-azulado.
Aunque al igual que el Códice de Dresde muestra un almanaque relacionado con el planeta Venus, la diferencia radica en que el Códice Grolier no muestra un estilo maya puro, sino que tiene marcadas influencias del estilo Mixteca-Puebla.
En este códice son notorias las líneas guías que utilizó el escriba antes de realizar el trazo final, haciendo uso de varios esquemas lineales para mantener la uniformidad en el dibujo y en las columnas de los glifos.

## Contenido y usos
El Códice Grolier contiene una sola sección que es un almanaque con los movimientos del planeta Venus. Para los mesoamericanos la aparición del planeta Venus era considerada como maligna, por este motivo crearon almanaques describiendo el ciclo exacto de este planeta para que los sacerdotes pudieran, de acuerdo a la posición del planeta y sus estaciones, hacer los augurios correspondientes.

## Galería

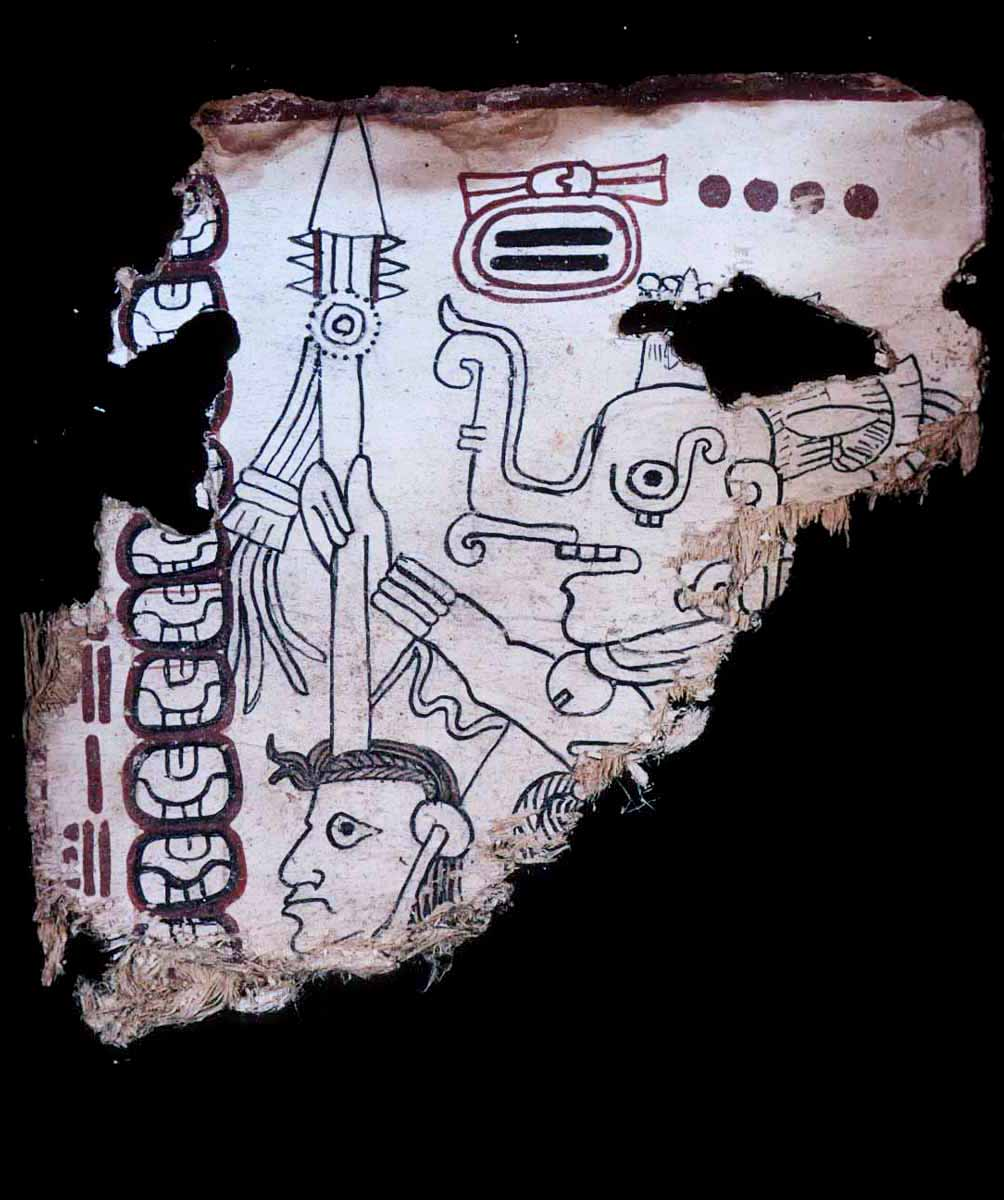
Pagina 1
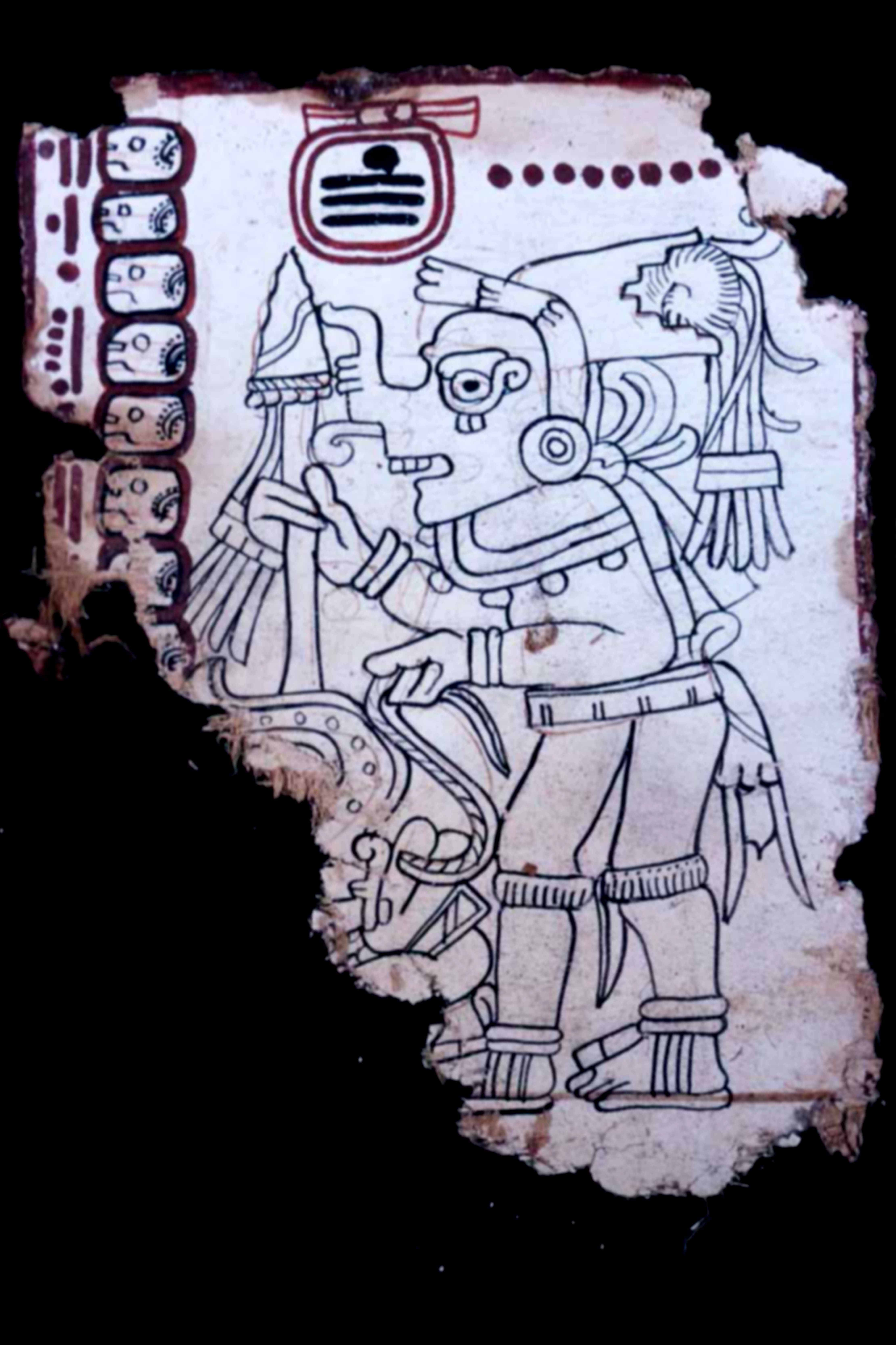
Pagina 4
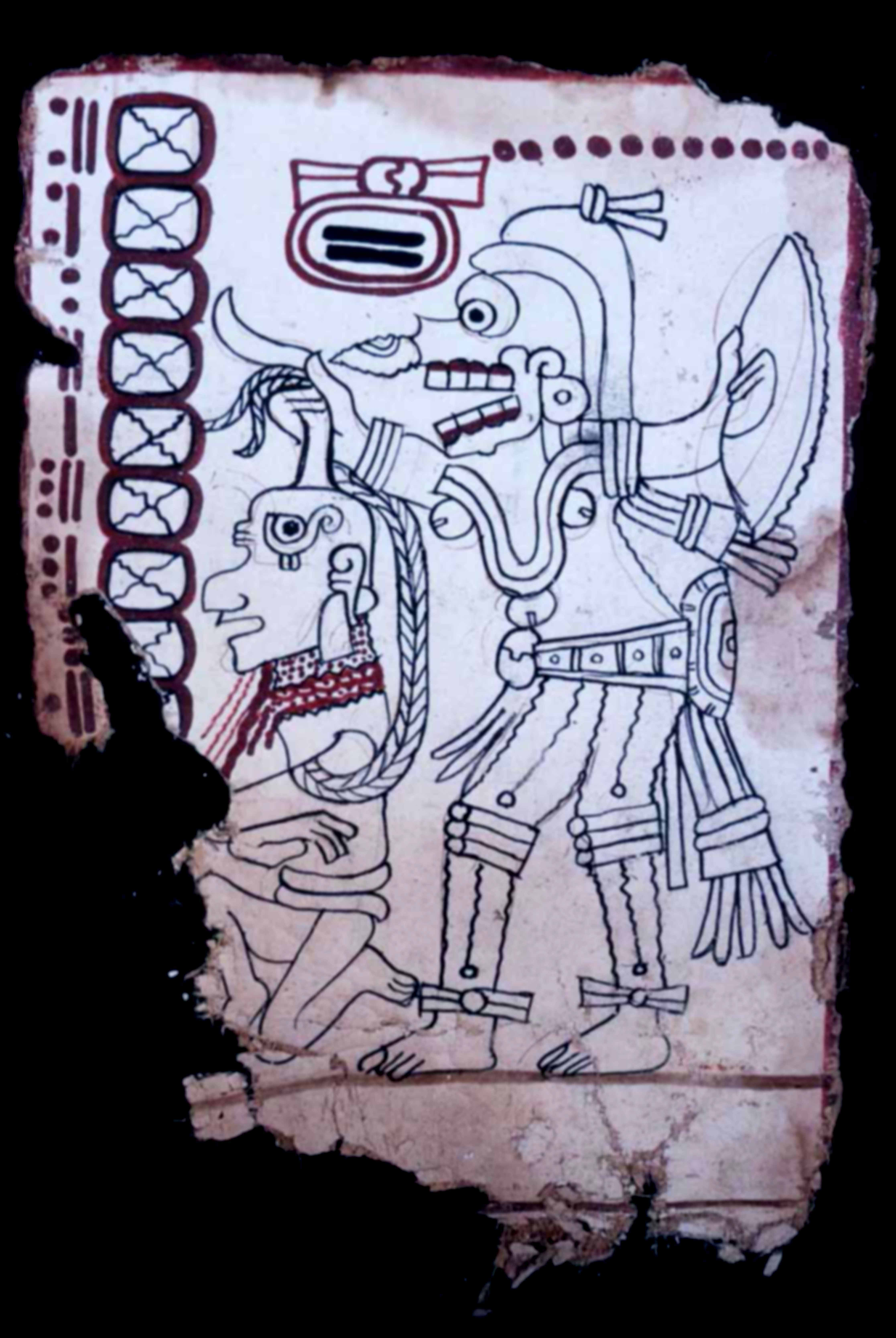
Pagina 6
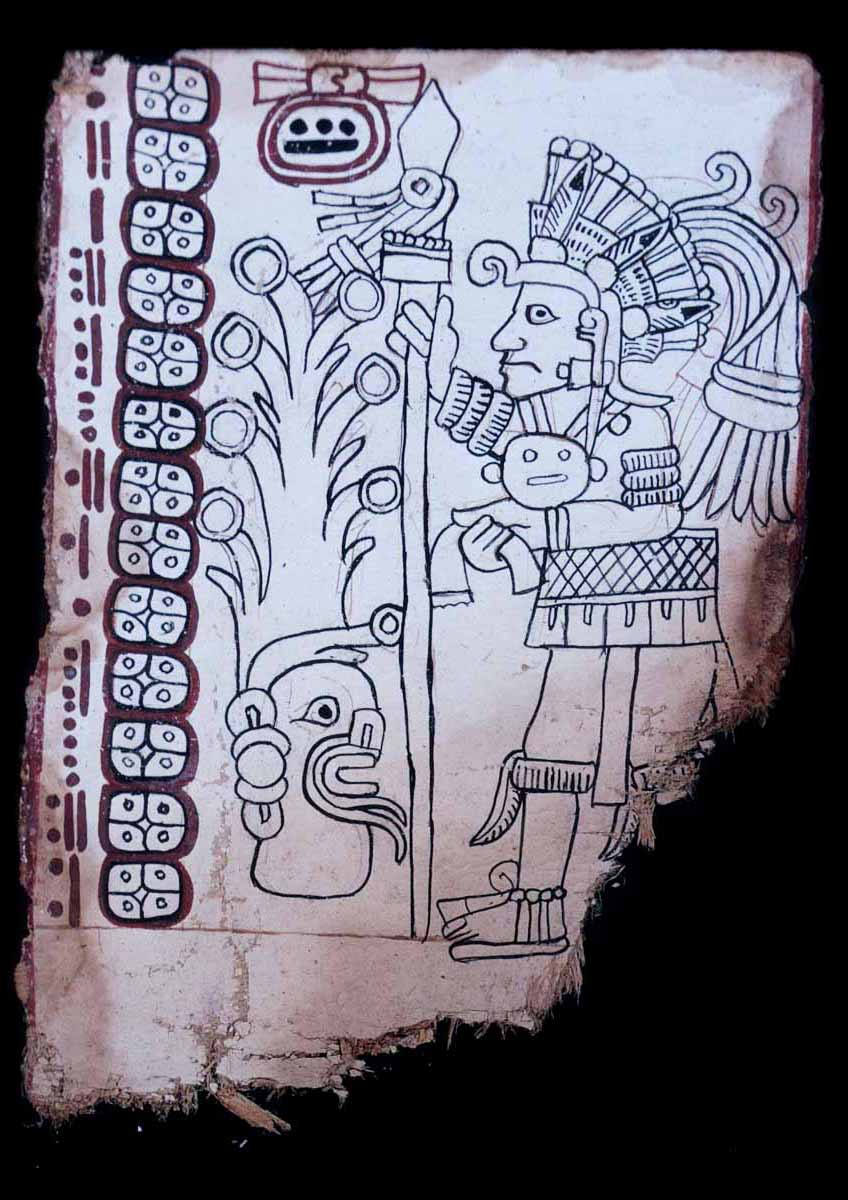
Pagina 7
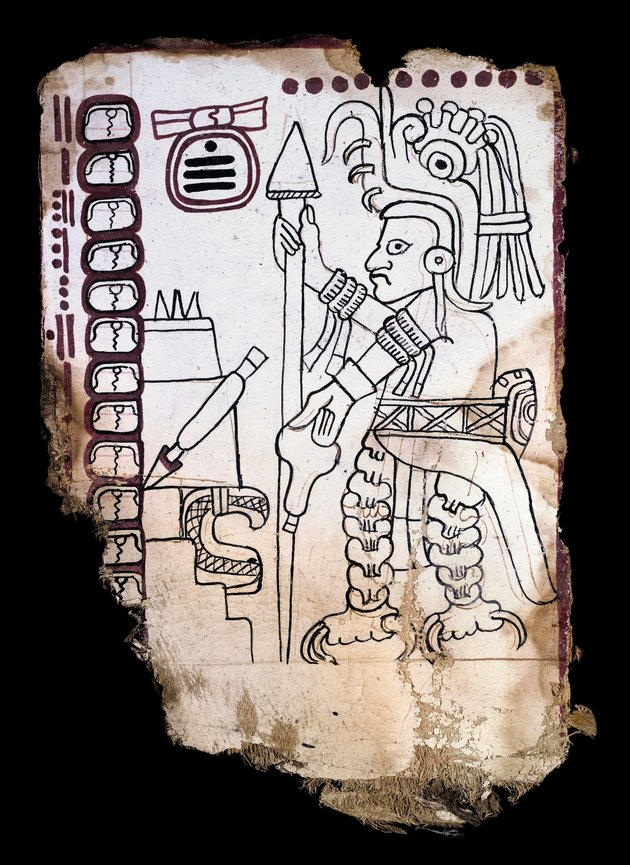
Pagina 8
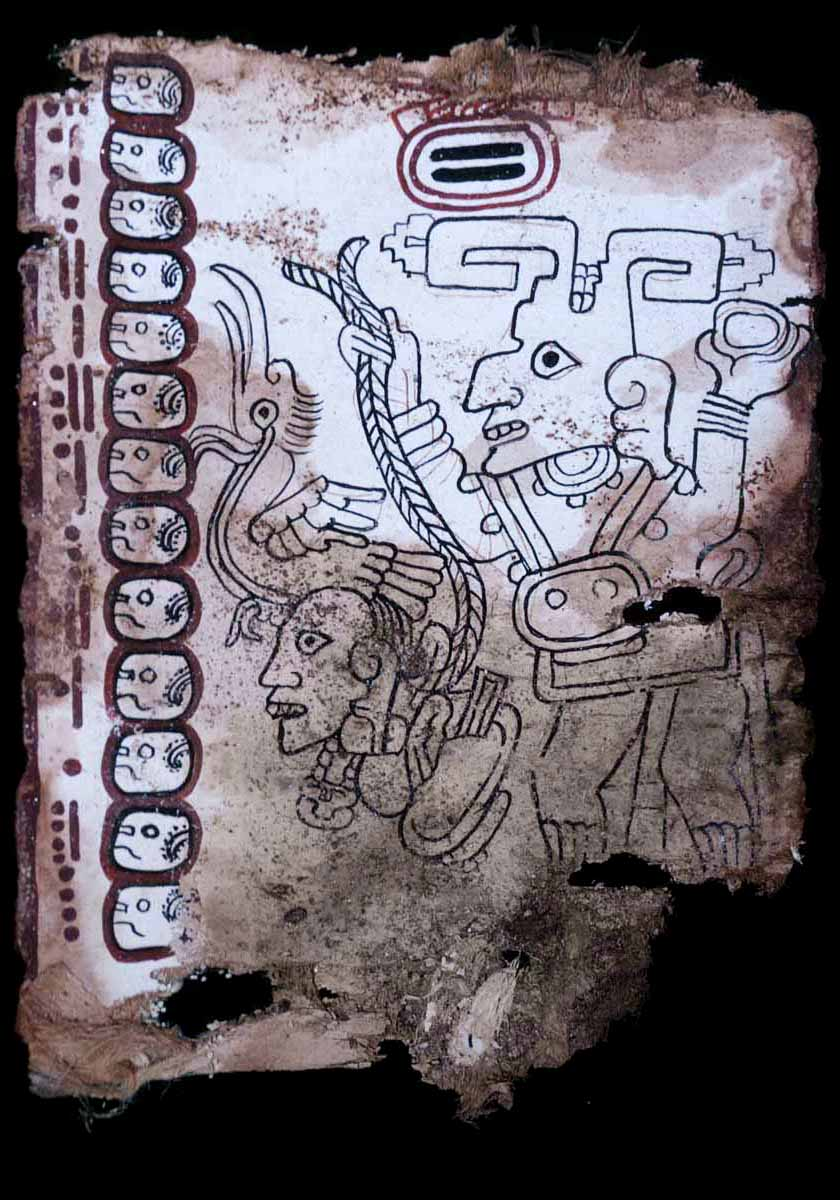
Pagina 9